# Olimpia Teodora 2021-2022
Questa voce raccoglie le informazioni riguardanti l'Olimpia Teodora nelle competizioni ufficiali della stagione 2021-2022.

## Stagione
Nella stagione 2021-22 l'Olimpia Teodora non assume alcuna denominazione sponsorizzata.
Partecipa per la sesta volta, la quinta consecutiva, alla Serie A2; chiude il girone A della regular season di campionato al settimo posto in classifica, qualificandosi per i play-off promozione, dove viene eliminata agli ottavi di finale dal Talmassons.

## Organigramma
Area direttiva
- Presidente: Paolo Delorenzi
- Direttore tecnico: Mauro Fresa
- Direttore sportivo: Henriëtte Weersing
- Team manager: Giancarlo Casadio
- Segretaria: Milena Bertoni

Area tecnica
- Allenatore: Simone Bendandi
- Allenatore in seconda: Federico Chiavegatti

Area comunicazione
- Addetto stampa: Luca Bolognesi
- Web e grafica: Alfredo Del Monte
- Social media manager: Flavia Assirelli

Area sanitaria
- Medico: Carlo Casadio, Roberto Plazzi
- Preparatore atletico: Daniele Ercolessi
- Fisioterapista: Alessandro Baccoli, Davide Baccoli

## Rosa
| N° | Nome              | Ruolo | Data di nascita  | Nazionalità sportiva |
| -- | ----------------- | ----- | ---------------- | -------------------- |
| 1  | Valentina Pomili  | S     | 21 ottobre 1994  | Italia               |
| 4  | Chiara Salvatori  | C     | 7 marzo 2003     | Italia               |
| 5  | Taylor Fricano    | O     | 4 febbraio 1995  | Stati Uniti          |
| 6  | Sara Fontemaggi   | S     | 6 dicembre 2002  | Italia               |
| 7  | Greta Monaco      | L     | 9 agosto 2001    | Italia               |
| 8  | Alessandra Colzi  | C     | 1º maggio 1997   | Italia               |
| 9  | Alice Torcolacci  | C     | 27 febbraio 2000 | Italia               |
| 10 | Alessandra Guasti | S     | 7 agosto 1996    | Italia               |
| 11 | Natasha Spinello  | P     | 15 dicembre 1998 | Italia               |
| 12 | Eleonora Sestini  | O     | 26 ottobre 2002  | Italia               |
| 13 | Giulia Rocchi     | L     | 20 dicembre 1992 | Italia               |
| 17 | Elena Foresi      | P     | 6 luglio 2000    | Italia               |
| 18 | Katarina Bulović  | S     | 19 gennaio 2002  | Italia               |

## Mercato
| Acquisti | Acquisti         | Acquisti           | Acquisti   |
| R.       | Nome             | da                 | Modalità   |
| -------- | ---------------- | ------------------ | ---------- |
| S        | Katarina Bulović | UYBA               | definitivo |
| C        | Alessandra Colzi | Megavolley         | definitivo |
| P        | Elena Foresi     | Giannino Pieralisi | definitivo |
| S        | Valentina Pomili | Helvia Recina      | definitivo |
| C        | Chiara Salvatori | Volleyrò           | definitivo |
| O        | Eleonora Sestini | Perugia            | definitivo |
| P        | Natasha Spinello | Academy Sassuolo   | definitivo |

| Cessioni | Cessioni          | Cessioni           | Cessioni   |
| R.       | Nome              | a                  | Modalità   |
| -------- | ----------------- | ------------------ | ---------- |
| C        | Flavia Assirelli  | -                  | ritirata   |
| O        | Stefania Bernabè  | OSGB Campagnola    | definitivo |
| O        | Taylor Fricano    | Athletes Unlimited | definitivo |
| L        | Beatrice Giovanna | -                  | ritirata   |
| S        | Laura Grigolo     | Talmassons         | definitivo |
| C        | Ludovica Guidi    | Casalmaggiore      | definitivo |
| O        | Julia Kavalenka   | Altino             | definitivo |
| P        | Rachele Morello   | Millenium Brescia  | definitivo |
| S        | Rebecca Piva      | Trentino Rosa      | definitivo |
| P        | Chiara Poggi      | Porto              | definitivo |

## Risultati

### Serie A2

#### Girone di andata
| 1ª Giornata - 10 ottobre 2021 PalaFontescodella, Macerata               | Helvia Recina     | 3 - 0 | Olimpia Teodora  | 26-24, 28-26, 25-16               |
| 2ª Giornata - 17 ottobre 2021 PalaCosta, Ravenna                        | Olimpia Teodora   | 1 - 3 | Adolfo Consolini | 25-23, 21-25, 20-25, 16-25        |
| 3ª Giornata - 24 ottobre 2021 PalaBellina, Marsala                      | Marsala           | 0 - 3 | Olimpia Teodora  | 18-25, 20-25, 20-25               |
| 4ª Giornata - 30 ottobre 2021 PalaCosta, Ravenna                        | Olimpia Teodora   | 3 - 0 | Assitec          | 25-20, 25-14, 25-15               |
| 5ª Giornata - 3 novembre 2021 PalaMoncada, Porto Empedocle              | Aragona           | 1 - 3 | Olimpia Teodora  | 17-25, 25-19, 20-25, 15-25        |
| 6ª Giornata - 7 novembre 2021 PalaCosta, Ravenna                        | Olimpia Teodora   | 3 - 2 | Hermaea          | 25-17, 23-25, 25-17, 22-25, 15-11 |
| 8ª Giornata - 17 novembre 2021 PalaCosta, Ravenna                       | Olimpia Teodora   | 2 - 3 | Futura Giovani   | 20-25, 30-28, 22-25, 25-15, 13-15 |
| 9ª Giornata - 21 novembre 2021 PalaGeorge, Montichiari                  | Millenium Brescia | 3 - 0 | Olimpia Teodora  | 25-13, 25-17, 25-23               |
| 10ª Giornata - 28 novembre 2021 Palestra Santissima Consolata, Sassuolo | Academy Sassuolo  | 3 - 0 | Olimpia Teodora  | 27-25, 25-20, 25-17               |
| 11ª Giornata - 5 dicembre 2021 PalaCosta, Ravenna                       | Olimpia Teodora   | 3 - 0 | Altino           | 25-13, 25-20, 25-14               |

#### Girone di ritorno
| 12ª Giornata - 19 dicembre 2021 PalaCosta, Ravenna                                | Olimpia Teodora  | 0 - 3 | Helvia Recina     | 20-25, 21-25, 20-25               |
| 13ª Giornata - 26 dicembre 2021 Palazzetto dello Sport, San Giovanni in Marignano | Adolfo Consolini | 3 - 0 | Olimpia Teodora   | 25-22, 25-14, 25-20               |
| 14ª Giornata - 9 gennaio 2022 PalaCosta, Ravenna                                  | Olimpia Teodora  | 3 - 0 | Marsala           | 26-24, 25-17, 25-15               |
| 15ª Giornata - 17 febbraio 2022 PalaIaquaniello, Sant'Elia Fiumerapido            | Assitec          | 0 - 3 | Olimpia Teodora   | 19-25, 17-25, 21-25               |
| 16ª Giornata - 23 febbraio 2022 PalaCosta, Ravenna                                | Olimpia Teodora  | 3 - 1 | Aragona           | 25-27, 25-18, 25-12, 25-13        |
| 17ª Giornata - 30 gennaio 2022 Geopalace, Olbia                                   | Hermaea          | 2 - 3 | Olimpia Teodora   | 23-25, 25-17, 25-16, 14-25, 8-15  |
| 19ª Giornata - 12 febbraio 2022 PalaBorsani, Castellanza                          | Futura Giovani   | 2 - 3 | Olimpia Teodora   | 25-14, 25-16, 20-25, 18-25, 12-15 |
| 20ª Giornata - 20 febbraio 2022 PalaCosta, Ravenna                                | Olimpia Teodora  | 0 - 3 | Millenium Brescia | 21-25, 23-25, 22-25               |
| 21ª Giornata - 27 febbraio 2022 PalaCosta, Ravenna                                | Olimpia Teodora  | 3 - 1 | Academy Sassuolo  | 25-21, 23-25, 26-24, 25-11        |
| 22ª Giornata - 13 marzo 2022 Palazzetto dello Sport, Lanciano                     | Altino           | 3 - 1 | Olimpia Teodora   | 25-10, 14-25, 25-20, 25-17        |

#### Play-off promozione
| Ottavi di finale (gara 1) - 19 marzo 2022 Palazzetto dello Sport, Lignano Sabbiadoro | Talmassons      | 3 - 1 | Olimpia Teodora | 22-25, 25-22, 25-13, 28-26 |
| Ottavi di finale (gara 2) - 23 marzo 2022 PalaCosta, Ravenna                         | Olimpia Teodora | 1 - 3 | Talmassons      | 25-27, 25-22, 23-25, 29-31 |

## Statistiche

### Statistiche di squadra
| Competizione | Punti | In casa | In casa | In casa | In trasferta | In trasferta | In trasferta | Totale | Totale | Totale |
| Competizione | Punti | G       | V       | P       | G            | V            | P            | G      | V      | P      |
| ------------ | ----- | ------- | ------- | ------- | ------------ | ------------ | ------------ | ------ | ------ | ------ |
| Serie A2     | 31    | 11      | 6       | 5       | 11           | 5            | 6            | 22     | 11     | 11     |
| Totale       | -     | 11      | 6       | 5       | 11           | 5            | 6            | 22     | 11     | 11     |

G = partite giocate; V = partite vinte; P = partite perse 

### Statistiche dei giocatori
| Giocatore     | Serie A2 | Serie A2 | Serie A2 | Serie A2 | Serie A2 | Totale | Totale | Totale | Totale | Totale |
| Giocatore     | P        | PT       | AV       | MV       | BV       | P      | PT     | AV     | MV     | BV     |
| ------------- | -------- | -------- | -------- | -------- | -------- | ------ | ------ | ------ | ------ | ------ |
| K. Bulović    | 22       | 290      | 252      | 18       | 20       | 22     | 290    | 252    | 18     | 20     |
| A. Colzi      | 21       | 131      | 87       | 32       | 12       | 21     | 131    | 87     | 32     | 12     |
| S. Fontemaggi | 16       | 38       | 32       | 5        | 1        | 16     | 38     | 32     | 5      | 1      |
| E. Foresi     | 19       | 27       | 14       | 5        | 8        | 19     | 27     | 14     | 5      | 8      |
| T. Fricano    | 13       | 150      | 124      | 18       | 8        | 13     | 150    | 124    | 18     | 8      |
| A. Guasti     | 14       | 72       | 54       | 9        | 9        | 14     | 72     | 54     | 9      | 9      |
| G. Monaco     | 6        | 1        | 0        | 0        | 1        | 6      | 1      | 0      | 0      | 1      |
| V. Pomili     | 22       | 288      | 256      | 18       | 14       | 22     | 288    | 256    | 18     | 14     |
| G. Rocchi     | 22       | 1        | 1        | 0        | 0        | 22     | 1      | 1      | 0      | 0      |
| C. Salvatori  | 16       | 37       | 22       | 15       | 0        | 16     | 37     | 22     | 15     | 0      |
| E. Sestini    | 6        | 0        | 0        | 0        | 0        | 6      | 0      | 0      | 0      | 0      |
| N. Spinello   | 20       | 26       | 10       | 3        | 13       | 20     | 26     | 10     | 3      | 13     |
| A. Torcolacci | 21       | 223      | 136      | 63       | 24       | 21     | 223    | 136    | 63     | 24     |

P = presenze; PT = punti totali; AV = attacchi vincenti; MV = muri vincenti; BV = battute vincenti